# Кім Стенлі Робінсон
Кім Сте́нлі Ро́бінсон (англ. Kim Stanley Robinson; нар. 23 березня, 1952) — американський письменник-фантаст, найвідоміший своєю «Марсіанською трилогією», окремі новели якої отримували премію Х'юго.
Робінсон був гарно прийнятий читачами й критиками з початку своєї кар'єри, і вважається одним з найкращих авторів фантастики, що нині живуть.

## Біографія
Кім Стенлі Робінсон народився в Вокігані, штат Іллінойс і виріс в Південній Каліфорнії. 1974 року отримав ступінь бакалавра з літератури в Каліфорнійському університеті Сан-Дієго, а в 1975 році ступінь магістра з англійської мови та літературі в Бостонському університеті. У студентські роки оформилися антикапіталічні і ліві погляди Робінсона; в Каліфорнійському університеті в Сан-Дієго серед його викладачів був літературний критик — неомарксист Фредерік Джеймісон, який звернув його увагу на творчість Філіпа Діка. 1982 року він захищає в Каліфорнійському університеті Сан-Дієго кандидатську дисертацію на тему «Романи Філіпа Діка» (The Novels of Philip K. Dick), яка була потім опублікована в 1984 році.

### Особисте життя
У 1982 році письменник одружився з Лізою Гоуланд Новел (Lisa Howland Nowell), вчений-хімік з проблем навколишнього середовища. У них двоє синів. К. С. Робінсон жив в Вашингтоні, в Каліфорнії, і протягом 1980-х років кілька років в Швейцарії. На сьогоднішній день проживає в місті Девіс (Каліфорнія).
Письменник є пристрасним альпіністом, що не раз проявилося в його художніх творах, перш за все в романах «Антарктида», «Сорок знамень дощу», «Втеча з Катманду» і в Марсіанській трилогії.

## Жанр і стилістика творів
Стилістика К. С. Робінсона, в залежності від розглянутих робіт, називалася критиками то «літературна наукова фантастика» (literary science fiction), то «тверда наукова фантастика» (hard science fiction), то «історична наукова фантастика» (historical science fiction). Проте сам автор характеризує себе просто як «романіст». По доторканим в його творах темах і проблем, загальну жанрову спрямованість К. С. Робінсона можна характеризувати як «еко-соціальна наукова фантастика».

## Основні теми творів
Тематика робіт К. С. Робінсона багатогранна: екологія і сучасна еко-політика (романи  Антарктида ,  Сорок знамень дощу ); колонізація і (Марсіанська трилогія); Альтернативна історія і буддійська філософія (роман  Роки рису і солі ); історія наукових відкриттів і роль цих відкриттів в майбутньому (роман  Сон Галілея ).
Проте, не дивлячись на безліч тем яких торкається К. С. Робінсоном, основна проблематика його творів, починаючи з принеслої йому першу популярність  Каліфорнійської трилогії , формується навколо трьох напрямків: екологія і сталий розвиток, соціальна роль вченого, формування альтернативних соціо-економічних і політичних систем.

### Екологія та сталий розвиток
Екологічні проблеми і проблеми сталого розвитку містяться практично у всіх його романах можуть бути по праву визнані наріжним каменем творчості К. С. Робінсона. У вузькомішу сенсі, основні роздуми письменника формуються навколо можливої екологічної організації майбутнього суспільства. Так наприклад  Каліфорнійська трилогія  оповідає про взаємодію техніки і природи і підкреслює необхідність балансу між двома можливими крайнощами — сверхтехнічність і повна відсутність техніки. В «Марсіанській трилогії» поселенці Марса діляться в більшості своїй на два протиборчі табори — прихильників і противників Тераформування червоної планети — чи варто надати Марсу вигляд і екосфери Землі або зберегти його природну екосистему недоторканою; в той же час марсіанський конфлікт переплітається з незворотними екологічними катастрофами на самій Землі. У серії «Столична наука» проблема екологічних катастроф і глобального потепління є основною тематикою романів.

### Громадська роль вченого
Крім екологічних проблем творчості К. С. Робінсона характерні роздуми над роллю і функціями науки, і вченого зокрема, в суспільстві; його цивільний, соціальний і моральний обов'язок і відповідальність. На відміну від більшості творів наукової фантастики, де вчені представлені як героїчні мандрівники і першовідкривачі, К. С. Робінсон малює свого вченого-героя не тільки і не стільки як першопрохідника науки, але насамперед як громадського та політичного діяча. Найбільш яскраво це проявляється в «Марсіанській трилогії» де особливий наголос робиться на вчених, які несуть, з одного боку, відповідальність за свої відкриття і їх можливі наслідки, і з іншого, на вчених не тільки здібних, але і часом вимушених брати участь в політичному та економічному житті нової планети. Автор схиляється, таким чином, до роздумів про вчених як групи людей найбільш підходящих для управління суспільством і для вирішення найбільш важливих політичних, економічних, соціальних і екологічних проблем.

### Соціоекономічна і політична стабільність
Практично переважній більшості робіт К. С. Робінсона характерні роздуми про політичні та соціо-економічні формаи, які майбутнє суспільство може прийняти. Зображуючи часто своїх героїв в атмосфері боротьби з економічною і політичною гегемонією великих корпорацій, фантаст замислюється про можливі альтернативи сучасної демократії і економічній системі капіталізму. Проте, не дивлячись на часту критику духу індивідуалізму і підприємництва і нерідке використання антикапіталістичних ідей неомарксизму, анархізму і синдикалізму, фантаст не так критикує сучасну політичну систему, скільки намагається представити можливі альтернативи і рішення, що знаходяться часом на стику безлічі з існуючих на сьогоднішній день політичних і економічних концепцій. У той же час, проводячи подібні «соціально-фантастичні експерименти», К. С. Робінсон намагається уникати перебільшеною утопічності або антиутопічності оповідання, залишаючись в рамках можливих соціальних і політичних сценаріїв; це багато в чому сприяє і використання ним вже існуючих наукових економічних і соціально-політичних теорій і гіпотез.
Особливо яскрава тематика розвитку політичної системи майбутнього проявилася в «Марсіанській трилогії», де першовідкривачі червоної планети знаходяться в схожих, до деякої міри, умовах що і піонери Дикого Заходу в період заселення Америки ; з їх любов'ю до свободи і відсутності будь-яких кордонів, як то територіальних, так і політичних та соціальних. К. С. Робінсон продовжує в цьому контексті свої роздуми про створення життєздатної моделі політичної та економічної організації заселених нових світів. Подібні по духу думки простежуються і в Каліфорнійській трилогії, з її трьома можливими альтернативними розвитку округу Оріндж. У романі  Роки рису і солі , на тлі протиборства між двома великими цивілізаціями — азійською та арабською, чиї соціальні і політичні форми багато в чому визначені культурним і релігійною спадщиною, письменник намагається зобразити можливі альтернативні соціальні та політичні моделі державності, представлені індійською Лігою Траванкора і індіанською лігою Годеносауне.

## Основні твори

### Трилогії

#### Каліфорнійська трилогія
«Каліфорнійська трилогія» (Californias Trilogy) також знана як Трилогія округу Оріндж (Orange County trilogy) або «Три Каліфорнії». У трилогію входять романи Дикий берег (The Wild Shore, 1984), Золоте узбережжя (The Gold Coast , 1988) і Рубіж тихого океану (Pacific Edge, 1988). Не будучи трилогією в традиційному сенсі слова, коли розповідь пов'язано спільністю викладаючої історії, ці книги оповідають про три можливі варіанти майбутнього Каліфорнії.
«Дикий берег» зображує Каліфорнію пережившу, як і вся Америка, ядерну війну і борючусь за повернення до цивілізації. « Золоте узбережжя» представляє нам майбутню над-індустріалізованих Каліфорнію одержиму новими технологіями і роздираючу на частини війною між терористами і виробниками зброї. «Рубіж тихого океану» малює майбутню Каліфорнію, де екологічно чисте виробництво і турбота про навколишнє середовище стали нормою і шрами минулого стали поступово затягуватися.
Попри гадану незв'язаність між собою оповідань, всі три книги пронизані однією спільною ідеєю. Якщо в першому романі людство страждає від браку технологій, а в другому ми бачимо людство страждає від зловживання технологіями (що супроводжуються екологічними катаклізмами), то третій роман описує можливий компроміс між двома крайнощами. Хоч і будучи певною мірою утопією, розповідь третьої книги залишається тим не менш трагічною і повною конфліктів. Всім трьом книгам притаманні загальні герої, що дозволяє простежити складання їх доль в трьох альтернативних сюжетних лініях.

#### Марсіанська трилогія
«Марсіанська трилогія» є найвідомішою і найбільшою роботою К. С. Робінсона, яка розглядає проблему колонізацію Марса. Патріарх світової фантастики Артур Кларк характеризував цей твір як «кращий коли-небудь написаний роман про колонізацію Марса … обов'язковий для прочитання колоністам майбутніх століть».
Сама трилогія є результатом наукового захоплення і п'ятнадцятирічного вивчення Марса К. С. Робінсоном і його чарівності цією планетою протягом усього життя.
Назва кожного з томів — «Червоний Марс» (Red Mars, 1992), «Зелений Марс» (Green Mars, 1993), «Блакитний Марс» (Blue Mars, 1996) — характеризує зміни, яких зазнає планета в ході людської колонізації. Трилогія починається в 2027 році зі створення першого поселення на Марсі групою вчених і інженерів, відправлених з Землі і триває протягом наступних 200 років заселення червоної планети. До кінця розповіді Марс стає густонаселеною планетою, яка зазнала Тераформування і пережила безліч політичних, соціальних і економічних криз. Долі багатьох героїв і декількох поколінь переселенців переплітаються впродовж всієї трилогії.
Велика кількість наукових, соціальних, політичних, екологічних та економічних проблем докладно розкриті автором і отримують новий розвиток по ходу розповіді. Очевидна чарівність перед наукою і технікою не заважають письменникові переплітати цей інтерес з роздумами про фундаментальні людські цінності. Проблематика якій фантаст надає особливу увагу варіюється таким чином від екології і сталого розвитку до моральної і громадянської відповідальності вченого і створення нової державності і стабільної соціополітичної системи на колонізованих планетах.
 Марсіани 
Створений як доповнення до «Марсіанської трилогії», збірник «Марсіани» (The Martians, 1999) є збіркою коротких історій, де серед головних героїв ми знаходимо багатьох персонажів трилогії. Дія кожного з оповідань відбувається до, під час або після подій, описаних в трилогії. В цей збірник також включено «Конституція Марса» і поетичні твори, типові для громадян Марса.

#### Столична наука
«Столична наука» (Science in the Capital) не є трилогією як такою, але серією з трьох книг об'єднаних загальною проблематикою екологічних катастроф і глобального потепління планети. Серія « Столична наука » містить у собі три романи:  Сорок знамень дощу  (Forty Signs of Rain, 2004),  П'ятдесят градусів нижче нуля  (Fifty Degrees Below, 2005) і  Шістдесят днів і після  (Sixty Days and Counting, 2007). В контексті поведінки декількох службовців Національного наукового фонду і близьких їм людей в романах досліджуються наслідки глобального потепління на планеті. Інтерес письменника до буддійської філософії проявляється в романах в зіставлення реакцій і поведінки представників Кгембалунга, вигаданого буддійської острівної мікродержави в дельті Гангу, що знаходиться під загрозою повного знищення піднімаючимось рівнем моря, і представників Вашингтона.

### Позасерійні романи та повісті
- Айсгендж  (Icehenge, 1984) оповідає історію відкриття на Плутоні пам'ятника з льоду, за формою нагадує земний Стоунхендж. Близький за духом до написаної пізніше Марсіанської трилогії, хоча сама оповідь представлено в темніших і антиутопічніших тонах.
- Пам'ять білизни  (The Memory of Whiteness, 1985) описує навчання музиканта грі на фантастичному і унікальному музичному інструменті і його подальшу подорож по сонячній системі. У романі часом можна простежити багато з ідей, які отримали свій подальший розвиток в Марсіанській трилогії, попри те що дія самого роману відбувається через багато століть після підкорення Марса.
- Коротке і гостре потрясіння  (A Short, Sharp Shock, 1990) — одна з небагатьох повістей написана К. С. Робінсоном в стилі фентезі і оповідає про втративши пам'ять людину, яка мандрує по загадковим землям в пошуках жінки, яку він бачив у клаптиках своєї пам'яті.

#### Антарктида
Роман «Антарктида» (1997) дуже близький по духу до «Марсіанської трилогії». Як випливає з назви, місцем дії є Антарктида в недалекому майбутньому, де в контексті екологічної, політичної та наукової проблематики, письменник продовжує свої роздуми про крихкість соціо-екологічної рівноваги і ролі і відповідальності вченого в суспільстві. Багато які з описуваних в романі подій були продиктовані настороженістю фантаста в контексті спливав на той момент Договір про Антарктику і його стурбованістю загрозою розграбування природних ресурсів і руйнування навколишнього середовища «білого континенту» заради економічних інтересів великих компаній і держав.

#### Роки рису і солі
Роман «Роки рису і солі» (The Years of Rice and Salt, 2002), будучи фактично написаним в стилі альтернативної історії, стилістично побудований навколо буддійської концепції реінкарнації, переплітаючи, таким чином, — крім уже властивою автору тематики соціальної і політичної стабільності — філософські роздуми про детермінізмі людської поведінки.
Вихідною точкою альтернативного оповідання є 1405 рік, коли після пандемії чуми, відомої як Чорна смерть, в середині XIV століття загинуло не 30 , а 99 відсотків всього населення Європи. Знелюднення європейські території були вже кілька десятиліть потому заселені арабами. На тлі альтернативної геополітичної ситуації, К. С. Робінсон простежує, протягом майже шести століть (до 2002 року), складання двох найбільших цивілізацій, азійської (з китайської гегемонією) і арабської; звідси і назва роману.
У той же час концептуальну незвичайність романом надає факт того, що саму оповідь викладено «від імені» кількох душ належать до одного і того ж джати, реінкарнує протягом більш ніж десяти поколінь. Дана побудова роману дозволяє автору простежити хід альтернативної історії через століття і різні континенти, зберігаючи при цьому всього кілька головних героїв. На тлі мінливих епох філософське наповнення роману складається з роздумів героїв про сенс свого існування, про своє призначення і про можливість боротьби з долею, законами світобудови і дгармой.
Крім іншого, в романі яскраво і детально описані різні культурні традиції, релігійні вчення і філософські напрямки: Буддизм; Іслам; китайська культура; індійська культура; можлива культура і соціальний лад американських індіанців, які не завойовані європейцями.

#### Сон Галілея
« Сон Галілея » (Galileo's Dream, 2009) опубліковано в серпні 2009 року в Англії; та потім в грудні 2009 року в США.
У романі химерним чином переплітається життя і відкриття Галілео Галілея, який живе в Італії першої половини 17 століття і його нічні «подорожі» на Галілеєві супутники Юпітера, якими вони будуть в 31 столітті, зі своїми проблемами і конфліктами. У « Сні Галілея » письменник продовжує проблематику котра стала вже лейтмотивом більшості його творів — роль і місце вченого в суспільстві і його моральний обов'язок.

#### 2312
Роман « 2312 » (2312, 2012) отримав премію «Г'юго» за найкращий роман року. Дія роману розгортається в 2312 році коли людська раса вже заселила всю сонячну систему. Сван Ер Гонг (Swan Er Hong), художник і колишній дизайнер астероїдних тераріумів, з міста Термінатор на Меркурії, дізнається про раптову смерть своєї бабусі Алекс, яка була дуже впливова серед жителів Термінатора. Сван вирішує дізнатися більше про життя Алекс і вирушає на Іо, місяць Юпітера, щоб зустрітися з Вангом, фахівцем квантових комп'ютерів. В цей же час, місто Термінатор було зруйноване атакою астероїда штучного походження. В ході своєї подорожі по сонячній системі, Сван дізнається дедалі більше про серію змов, оточуючих загадку смерть Алекс і руйнування її рідного міста.
Роман отримав досить позитивну критику. Крім виграної премії Г'юго, в 2012 році роман також був в числі претендентів на премію BSFA та згаданий в почесному листі премії Джеймса Тіптрі-молодшого. 2013 року він був номінований на премію Г'юго як кращий роман, і був претендентом премії Артура Кларка.

#### Шаман
Дія роману « Шаман » (Shaman, 2013) відбувається під час останньої льодовикової епохи і оповідає історію молодого учня-шамана з племені ранніх європейський сучасних людей. Сам текст роману точно не каже про географічних або хронологічних рамках оповіді, бо мова ведеться від прямої особи самих персонажів які не мають сучасного нам уявлення про світ. Проте, К. С. Робінсон зазначив що дія відбувається 32 тис. Років тому на півдні сучасної Франції, і що печера згадана в романі — це печера Шові, відома своїми наскельними доісторичними малюнками.

#### Аврора
Роман « Аврора » (Aurora, 2015) розповідає історію корабля поколінь запущеного в 2545 році з Сатурна до зірки Тау Кіта для створення людської колонії і про повернення до Землі після провалу місії. Розповідь у романі ведеться від імені комп'ютерного штучного інтелекту зоряного корабля. Роман отримав позитивні критичні відгуки.
Одними з основних тем роману є проблеми життя на борту корабля поколінь, штучний інтелект і можливість міжзоряних подорожей. К. С. Робінсон зазначив що в процесі підготовки роману він співпрацював з Крістофером Маккеємом (Christopher McKay), з яким був знайомий ще з часу написання «Марсіанської Трилогії», і з співробітниками НАСА .

#### Нью-Йорк 2140
Роман «Нью-Йорк 2140» (New York 2140 2017) оповідає про майбутнє, в якому Нью-Йорк опиниться практично затопленим піднявшимся океаном. Вулиці стали подібні каналам. Хмарочоси стали подібні островам, і більшість героїв роману живуть якраз в одному з них.
У романі піднімаються питання майбутнього людства і його взаємодії з природою.

### Оповідання та збірки
Перші два оповідання К. С. Робінсона були опубліковані в  Orbit — 18  в 1976 році. Більшість оповідань фантаста видані в збірках  Планета на столі  (The Planet on the Table, 1986),  Переробляючи історію  (Remaking History, 1991),  Мрії про Вайнланде  (Vinland the Dream, 2001) і вже згадуваного « Марсіани » (The Martians, 1999.). Чотири гумористичні повісті розповідають про поневіряння американських біженців в Непалі були опубліковані в збірнику  Втеча з Катманду  (Escape from Kathmandu, 1989). 1 серпня 2010 року видавництвом Night Shade Books було видано збірник «Кращі твори Кіма Стенлі Робінсона» (The Best of Kim Stanley Robinson).

## Нехудожні твори
Крім художніх творів К. С. Робінсона варто згадати і інші його роботи, в тому числі опубліковану в 1984 року в видавництві UMI Research Press дисертацію «Романи Філіпа Діка» (The Novels of Philip K. Dick) і видану під його керівництвом антологію  Первісне майбутнє: Нові Екотопії  (Future Primitive: The New Ecotopias, 1994) до якої він також написав передмову. Також К. С. Робінсон написав передмову «Фізичний пейзаж» (The Psychic Landscape) до антології «Paragons: Twelve Master Science Fiction Writers Ply Their Craft» (1996).
К. С. Робінсон також автор кількох статей про кліматичні зміни та науковій фантастиці для «The Washington Post» та «New Scientist».

## Премії
Твори К. С. Робінсона номінувалися більше 30 разів і були удостоєні 19 великих премій за роботи в області наукової фантастики за роботи в області наукової фантастики]]. В цілому, за даними сайту «Worlds Without End», в статистиці найвідоміших премій у галузі наукової фантастики і фентезі К. С. Робінсон займає друге місце за кількістю номінацій і третє місце за отриманими преміями серед всіх світових фантастів..
- Премія Г'юго: «Зелений Марс»: «Зелений Марс» —  Green Mars  (1994): «Блакитний Марс» —  Blue Mars  (1997)
- Премія Г'юго: «Сліпий Геометр» —  The Blind Geometer  (1986): «Червоний Марс» —  Red Mars  (1993): «2312» —  2312  (2012)
- Всесвітня премія фентезі: "Чорне повітря"тря" —  Black Air  (1983)
- Меморіальна премія імені Джона Кемпбелла: "У кромки океану"ану" —  Pacific Edge  (1991)
- Премія Локус: «Дикий берег» —  The Wild Shore  (1985): «Коротке і гостре потрясіння» —  A Short, Sharp Shock  (1991): «Зелений Марс» —  Green Mars  (1994): «Блакитний Марс» —  Blue Mars  (1997): «Марсіани» —  The Martians  (2000): «Роки рису і солі» —  The Years of Rice and Salt  (2003)
- British SF Award: «Золоте узбережжя» — «The Gold Coast» (1990)
- Ignotus Awards: «Червоний Марс» —  Red Mars  (1997): «Зелений Марс» —  Green Mars  (1998)
- Премія «Сеюн»: «Червоний Марс» —  Red Mars  (1999)
- Asimov's Reader Poll: «Сліпий геометр» —  The Blind Geometer  (1987)
- Science Fiction Chronicle Reader Awards: "Чорне повітря"тря" —  Black Air  (1984)

## Екранізації
На сьогоднішній день жоден з творів К. С. Робінсона не було екранізовано. Проте, зважаючи на великий успіх « Марсіанської трилогії» права на її екранізацію були придбані Д. Камероном, ули придбані Д. Камероном,, який планував зняти п'ятигодинний міні-серіал під керівництвом М.Кулідж, rtha Coolidge | М.Кулідж]],, але потім він відмовився від цієї ідеї. Пізніше Гейл Гард також планував виробництво подібного мінісеріалу для канал Sci-Fi Channel, але цей проєкт так і залишився нереалізованийале цей проєкт так і залишився нереалізований. 2008 року Дж. Генслейг планував створення телевізійного мінісеріалу, заснованого на романі «Червоний Марс».
Згідно The Hollywood Reporter в грудні 2015 року Spike TV замовив виробництво 10 серій серіалу на основі Марсіанської Трилогії. Сценаристом повинен буде виступити Д. М. Стражинські (відомий за серіалом «Восьме почуття»). Він також буде і виконавчим продюсером разом з Вінс Жерадіс / Vince Gerardis (продюсер серіалу Гра престолів). Сам К. С. Робінсон повинен виступити консультантом під час зйомок. Знімання мало розпочатися влітку 2016 року і вихід серій був запланований на січень 2017. За даними на березень 2016 року, слідом за відходом шоуранера Пітера Ноа / Peter Noah, проєкт серіалу був тимчасово припинений. В цей же час, до продюсерської команді також додався Грег Яйтанс (лауреат премії «Еммі», знаний як режисер таких серіалів як «Доктор Хаус», «Загублені», « Втеча», «Герої» і т. д.).

### Трилогії
- « Каліфорнійська трилогія » (Three Californias Trilogy): « Дикий берег » (The Wild Shore, 1984) ISBN 0-312-89036-2

« Золоте узбережжя » (The Gold Coast, 1988) ISBN 0-312-89037-0
« У кромки океану » (Pacific Edge, 1990) ISBN 0-312-89038-9
- « Марсіанська трилогія » (Mars trilogy): «Червоний Марс» (Red Mars, 1992) ISBN 0-553-56073-5

« Зелений Марс » (Green Mars, 1993)  ISBN 0-553-57239-3 
« Блакитний Марс » (Blue Mars, 1996) ISBN 0-553-57335-7
- « Столична наука » (Science in the Capital): « Сорок знамень дощу » (Forty Signs of Rain, 2004) ISBN 0-553-58580-0

« П'ятдесят градусів нижче нуля » (Fifty Degrees Below, 2005) ISBN 0-553-58581-9
« Шістдесят днів і після » (Sixty Days and Counting, 2007) ISBN 0-553-58582-7

### Позасерійні романи та повісті
- « Айсхендж » (Icehenge, 1984) ISBN 0-312-86609-7
- « Пам'ять білизни » (The Memory of Whiteness, 1985) ISBN 0-312-86143-5
- « Сліпий геометр » (The Blind Geometer, 1986) ISBN 0-8125-0010-5
- « Коротке і гостре потрясіння » (A Short, Sharp Shock, 1990) ISBN 0-553-57461-2
- « Антарктида » (Antarctica, 1997) ISBN 0-553-57402-7
- « Роки рису і солі » (The Years of Rice and Salt, 2002) ISBN 0-553-10920-0
- « Сон Галілея » (Galileo's Dream, 2010) ISBN 0-00-726031-8
- « 2312 » (2312, 2012) ISBN 978-0-316-09812-0
- « Шаман » (Shaman, 2013) ISBN 9780316098076
- « Аврора » (Aurora, 2015) ISBN 9780316098106
- « Міністерство майбутнього » (The Ministry for the Future, 2020) ISBN 9780316300162

### Збірки
- « Планета на столі » (The Planet on the Table, 1986)  ISBN 0-8125-5237-7
- « Втеча з Катманду » (Escape from Kathmandu, 1989)  ISBN 0-312-87499-5
- « Переробляючи історію » (Remaking History, 1991)  ISBN 0-312-89012-5
- « Марсіани » (The Martians, 1999)  ISBN 0-553-57401-9
- « Мрії про Вайнланде » (Vinland the Dream, 2001)  ISBN 0-00-713404-5
- « Кращі твори Кіма Стенлі Робінсона » (The Best of Kim Stanley Robinson, 2010)  ISBN 1-59780-184-4

### Твори короткої форми
- «A History of the Twentieth Century, with Illustrations» [Архівовано 30 вересня 2021 у Wayback Machine.] (in:  Vinland the Dream , originally published in  Isaac Asimov's Science Fiction Magazine , 1991, revised for  Remaking History )
- «A Martian Childhood»
- «A Martian Romance» (in  The Martians )
- «A Sensitive Dependence on Initial Conditions» (in  Vinland the Dream )
- «A Transect»
- «An Argument for the Deployment of All Safe Terraforming Technologies» (in  The Martians ),
- «Arthur Sternbach Brings the Curveball to Mars» (in  The Martians ),
- «Before I Wake» (in  Remaking History )
- «Big Man in Love» (in  The Martians )
- «Black Air» (in  Vinland the Dream ; originally published in  The Magazine of Fantasy and Science Fiction, 1983 )
- «Coming Back to Dixieland» (in  Vinland the Dream ; originally published in  Orbit 18 )
- «Coyote Makes Trouble» (in  The Martians )
- «Coyote Remembers» (in  The Martians )
- «Discovering Life» (in  Vinland the Dream  and in  The Martians )
- «Down and Out in the Year 2000»
- «Enough is as Good as a Feast» (in  The Martians ',
- «Escape from Kathmandu» (in  Escape from Katmandu )
- «Exploring Fossil Canyon» (in  The Martians )
- «Festival Night»
- «Four Teleological Trails» (in  The Martians )
- «Glacier» (in  Remaking History )
- «Green Mars» (in  The Martians )
- «  If Wang Wei Lived on Mars  and Other Poems» (in  The Martians )
- «Jackie on Zo» (in  The Martians )
- «Keeping the Flame» (in  The Martians )
- «Kistenpass» [Архівовано 6 липня 2010 у Wayback Machine.]
- «Maya and Desmond» (in  The Martians )
- «Mercurial» (in  Vinland the Dream ; originally published in  Universe 15 ),
- «Michel in Antarctica» (in  The Martians )
- «Michel in Provence» (in  The Martians )
- «Mother Goddess of the World» (in  Escape from Katmandu )
- «Muir on Shasta» (in  Vinland the Dream )
- «Odessa» (in  The Martians )
- «On the North Pole of Pluto»
- «Our Town»
- «Purple Mars» (in  The Martians )
- «Remaking History» (in  Remaking History  and  Vinland the Dream  originally published in  What Might Have Been , edited by Gregory Benford and Martin H. Greenberg)
- «Ridge Running» (in  Vinland the Dream ; originally published in  The Magazine of Fantasy and Science Fiction , 1984 edition)
- «Salt and Fresh» (in  The Martians )
- «Saving Noctis Dam» (in  The Martians )
- «Sax Moments» (in  The Martians )
- «Selected Abstracts from  The Journal of Aerological Studies » (in  The Martians )
- «Sexual Dimorphism» (in  The Martians )
- «Some Work Notes and Commentary on the Constitution by Charlotte Dorsa Brevia» (in  The Martians )
- «Stone Eggs» (in  Vinland the Dream ; originally published in  Universe 13 )
- «The Archaeae Plot» (in  The Martians )
- «The Blind Geometer»
- «The Constitution of Mars» (in  The Martians )
- «The Disguise» (in  Vinland the Dream ; originally published in  Orbit 19 ),
- «The Kingdom Underground» (in  Escape from Katmandu )
- «The Lucky Strike» (in  Vinland the Dream ; originally published in  Universe 14 )
- «The Lunatics»
- «The Memorial»
- «The Part of Us That Loves» (in  Remaking History )
- «The Return from Rainbow Bridge»
- «The Translator» (in  Remaking History )
- «The True Nature of Shangri-La» (in  Escape from Katmandu )
- «The Way the Land Spoke to Us» (in  The Martians )
- «To Leave a Mark»
- «Venice Drowned» (in  Vinland the Dream ; originally published in  Universe 11 )
- «Vinland the Dream» (in  Vinland the Dream ; originally published in  Remaking History )
- «What Matters» (in  The Martians )
- «Whose 'Failure of Scholarship'?»
- «Zürich»

### Нехудожні твори
- «Романи Філіпа Діка» (The Novels of Philip K. Dick, 1984)  ISBN 0-8357-1589-2
- Передмова до  Первісне майбутнє: Нові Екотопії  (Future Primitive: The New Ecotopias, 1994)  ISBN 0-312-86350- 0
- «Фізичний пейзаж» (передмова) в (The Psychic Landscape in «Paragons: Twelve Master Science Fiction Writers Ply Their Craft», 1996)  ISBN 0-312-15623-5

### Газетні статті
- KSRobinson, «Return to the Heavens, for the Sake of the Earth» [Архівовано 30 вересня 2019 у Wayback Machine.] в "The Washington Post ", 19.06.2009 (на англ.)
- KSRobinson, «Science fiction: The stories of now» [Архівовано 17 серпня 2014 у Wayback Machine.] в " New Scientist ", 16.09.2009 (на англ.)

## Цікаві факти
- Кольори марсіанського прапора базуються на його трилогії («Червоний Марс», «Зелений Марс», «Синій Марс»).

### Про автора
- [ http://www.lib.ru/INOFANT/ROBINSON_K/ Кім Стенлі Робінсон] в бібліотеці Максима Мошкова
- Бібліографія К. С. Робінсона [Архівовано 5 вересня 2021 у Wayback Machine.] на FantLab.Ru
- К. С. Робінсон [Архівовано 22 листопада 2021 у Wayback Machine.] на Internet Speculative Fiction Database (на англ.)
- К. С. Робінсон на Internet Book List (на англ.)
- К. С. Робінсон на Darkwaves: The Speculative Fiction Clearing House (на англ.)
- Короткий опис романів К. С. Робінсона [Архівовано 24 квітня 2006 у Wayback Machine.] (на англ.)

### Нагороди та номінації
- К. С. Робінсон на The LOCUS Index to SF Awards (на англ.)
- Повний лист переможців і номінантів науково-фантастичних нагород [Архівовано 16 травня 2021 у Wayback Machine.] (на англ.)

### Інтерв'ю
- Інтерв'ю з К. С. Робінсон, вересень 1997 [Архівовано 6 травня 2021 у Wayback Machine.] для журналу «Locus Magazine» (на англ.)
- Інтерв'ю про роман «Роки рису і солі», січень 2002 [Архівовано 13 серпня 2021 у Wayback Machine.] для журналу «Locus Magazine» (на англ.)
- Інтерв'ю «Майбутнє час», 14.09.2005 [Архівовано 16 травня 2008 у Wayback Machine.] в «Guardian» (на англ.)
- Інтерв'ю «Колоти дрова, носити воду» (про тему екології в творах К. С. Робінсона), квітень 2007 [Архівовано 9 травня 2021 у Wayback Machine.] для журналу "Locus Magazine "(Фотографія фантаста була опублікована на обкладинці номера). (На англ.)
- «Порівняльна планетологія: інтерв'ю з К. С. Робінсоном», 19.12.2007 [Архівовано 22 грудня 2007 у Wayback Machine.] велике інтерв'ю на BLDGBlog (на англ.)
- Інтерв'ю про роман «Мрія Галілея», 11.04.09 [Архівовано 30 грудня 2016 у Wayback Machine.] на «Shareable» (на англ.)
- Інтерв'ю К. С. Робінсона для «The Planetary Society» (на англ.)
- «Вся наукова фантастика — політична»: Фантаст Кім Стенлі Робінсон про помилки капіталізму і гендерної революції. [Архівовано 31 березня 2018 у Wayback Machine.] Інтерв'ю для сайту Look At Me, квітень 2015

#### Аудіоінтерв'ю
- аудіоінтервью з К. С. Робінсоном від 15.06.2001 [Архівовано 4 грудня 2021 у Wayback Machine.] на Hour25 (на англ.)
- аудіоінтервью про серію «Столична наука», 10.01.2006 [Архівовано 16 серпня 2007 у Wayback Machine.] на «IT Conversations» (на англ.)
- аудіоінтервью про серію «Столична наука», 04.10.2008 на «SciFiDimensions Podcast» (на англ.)
- аудіоінтервью із серії «Майбутнє і ти», 18.02.2009 [Архівовано 27 січня 2021 у Wayback Machine.] — (К. С. Робінсоном розповідає про своє уявлення майбутнього) (на англ.)

#### Відеовиступи
- «Prisoners of Gravity: Ecology», 22.04.1993 [Архівовано 14 квітня 2018 у Wayback Machine.] (на англ.)
- «Prisoners of Gravity: Utopia», 18.03.1993 [Архівовано 25 березня 2021 у Wayback Machine.] (на англ.)
- «UCSD Guestbook: Kim Stanley Robinson», липень 2000 [Архівовано 26 липня 2021 у Wayback Machine.] інтерв'ю для «UCSD Guestbook», Каліфорнійський університет Сан Дієго (на англ.)
- K.S.Robinson, Greg Bear and Gordon Van Gelder, липень 2007 [Архівовано 10 лютого 2022 у Wayback Machine.] інтерв'ю після The Pacific Northwest's Premiere Science Fiction and Fantasy Convention, 30 (на англ.)
- «Climate Change», 11.12.2007 [Архівовано 18 лютого 2022 у Wayback Machine.] виступ на «Google Tech Talks» (на англ.)
- «Scalable City: Literature Talk», 03.12.2008 [Архівовано 18 квітня 2016 у Wayback Machine.] конференція в Каліфорнійському університеті Сан Дієго (на англ.)
- «Sustainable Actions for a Sustainable Future», травень 2009 [Архівовано 23 липня 2021 у Wayback Machine.] виступ на «Public Affairs Conference», Missouri State University (на англ.)
- Чотири інтерв'ю з К. С. Робінсоном, червень 2009 (на англ.)
- «We Are Living in a Science Fiction Novel We All Collaborate On», 29.01.2010 [Архівовано 13 лютого 2022 у Wayback Machine.] виступ на «Ecology and the Humanities», Institute at Duke (на англ.)
- «Science, Religion, Ideology», 29.01.2010 конференція в Duke University (на англ.)
- «Galileo Between Science, Science Studies and Science Fiction», травень 2010 [Архівовано 6 травня 2020 у Wayback Machine.] конференція про роман «Мрія Галілея», Каліфорнійський університет Сан Дієго (на англ.)

#### Аматорські відео
- «Escape from Katmandu», 11.03.2010 аматорське відео за однойменним збірки оповідань (на англ.)
- «Red Mars», 14.10.2008 [Архівовано 17 квітня 2016 у Wayback Machine.] аматорське відео за однойменним романом (на англ.)